# (18789) Metzger
(18789) Metzger (1999 JV56) – planetoida z pasa głównego asteroid okrążająca Słońce w ciągu 3,46 lat w średniej odległości 2,29 j.a. Odkryta 10 maja 1999 roku.